# Episodi di Squadra antimafia - Palermo oggi (quinta stagione)
La quinta stagione della serie televisiva Squadra antimafia - Palermo oggi è stata trasmessa in prima visione in Italia da Canale 5 dal 9 settembre 2013.
| nº | Titolo                       | Prima TV Italia   |
| -- | ---------------------------- | ----------------- |
| 1  | Il trasferimento a Catania   | 9 settembre 2013  |
| 2  | Achille contro Oreste        | 16 settembre 2013 |
| 3  | Speculazione immobiliare     | 23 settembre 2013 |
| 4  | I soldi per il riscatto      | 30 settembre 2013 |
| 5  | Alleanze                     | 14 ottobre 2013   |
| 6  | La morte di Leonardino Abate | 21 ottobre 2013   |
| 7  | Dante e Oreste               | 28 ottobre 2013   |
| 8  | La vendetta di Achille Ferro | 4 novembre 2013   |
| 9  | Mafia russa                  | 11 novembre 2013  |
| 10 | La resa dei conti            | 18 novembre 2013  |

## Il trasferimento a Catania
- Diretto da: Beniamino Catena
- Scritto da: Pietro Valsecchi, Sandrone Dazieri, Valter Lupo

### Trama
Calcaterra ha pochi ricordi di chi lo abbia salvato, l'immagine di una donna ad aprire la botola ma all'arrivo della Duomo nessuna donna era presente. È passato ormai qualche tempo, Rosy è fuggita all'estero mentre suo figlio Leonardino è in un posto segreto. Proprio quando Domenico raggiunge Leonardino prima di un suo affidamento a dei nuovi genitori un gruppo di malviventi fa irruzione e sequestra il piccolo, a capo c'è Rosy che è tornata per portare via suo figlio. La Abate è ormai a Fiumicino pronta a scappare grazie all'aiuto di Alfonso Russo ma il bambino viene rapito. Chi è stato? La donna prova a cercarlo ma la presenza della polizia la costringe a scappare e chiede aiuto a Domenico che cerca in tutti i modi di ritrovarlo. Russo è un uomo dei Ferro, boss di Catania, Rosy è lì per scoprire qualcosa in più con il timore di essere stata tradita. Sandro torna al lavoro mentre Calcaterra è a Catania per incontrare in carcere Dante Mezzanotte, il vice Questore lo crede responsabile ma l'uomo sembra non c'entrare niente. Calcaterra decide di trasferirsi con i suoi a Catania per capire qualcosa in più su quanto accaduto. I ragazzi della Duomo vogliono trovare Russo, riescono ad incontrarlo ma in quel momento Calcaterra riconosce la donna che ha aperto la botola. Decidono di intervenire ma si tratta di un'operazione sotto copertura di sei mesi del vice Questore Lara Colombo e del suo braccio destro Vito Sciuto. Il clima tra le due squadre non è dei migliori ma il nuovo questore di Catania è Licata che impone massima collaborazione. Francesca e Palladino sono ormai insieme e Mimmo affronta con Lara cosa accaduto sotto la botola. La Colombo era lì per caso mentre seguiva le sue indagini e scopriamo che il corpo di De Silva non è mai stato trovato. Calcaterra convoca Oreste Ferro, il boss corso in aiuto di Rosy che si dirige da lui per chiedergli di nuovo aiuto. Oreste decide di mandarla con un “pizzino” da Achille.
- Ascolti Italia: telespettatori 4.810.000 – share 19,27%[2]

## Achille contro Oreste
- Diretto da: Beniamino Catena
- Scritto da: Adamo Pomodoro

### Trama
Rosy Abate insieme ad Achille Ferro riescono a risalire al nome del rapitore del figlio. Intanto Leonardino viene affidato a Ruggero Spina. Mentre Rosy Abate sta per essere uccisa da un uomo proprio di Achille Ferro arriva Domenico Calcaterra con il resto della squadra a salvarla. Si genera uno scontro a fuoco dove la Abate rimane ferita ad un braccio. Riuscita a scappare Rosy si reca presso un centro di veterinari e si fa mettere dei punti da una dottoressa. Calcaterra, Lara Colombo e gli altri vanno ad una gara di corse clandestine dove Pietrangeli si infiltra fingendo di voler scontrare un uomo di Ruggero Spina che però capisce che si tratta di una trappola e dice a tutti di fuggire. Achille Ferro convince la cupola a cercare in ogni modo a prendere Rosy Abate per entrare in possesso dei 400 milioni di euro rubati dalla mafiosa a Dante Mezzanotte. Calcaterra riesce a trovare la Abate che ha passato la notte nella casa di un camionista, costretto ad ospitarla. Domenico cerca di convincerla a farsi aiutare ma Rosy rifiuta per salvare suo figlio. Per non rischiare che venga uccisa Calcaterra decide di aiutarla per l'ultima volta e la lascia andare. Infine, Rosy Abate entra in casa di un giornalista per convincerlo ad aiutarla, in cambio di informazioni per scrivere un grande articolo.
- Ascolti Italia: telespettatori 4.563.000 – share 18,16%[3]

## Speculazione immobiliare
- Diretto da: Beniamino Catena
- Scritto da: Pietro Valsecchi, Sandrone Dazieri, Valter Lupo

### Trama
Rosy con l'aiuto del giornalista lancia un messaggio in codice ai rapitori di suo figlio. La donna terrà aperto il telefono cellulare di Guercio, in modo che la banda di rapitori di suo figlio, possano chiederle il riscatto. Pure la Polizia, però, viene a conoscenza di questo messaggio e così si rimettono sulle tracce di Rosy. Arriva la famosa chiamata: la Polizia si mette subito sulle tracce di Rosy, ma la donna si è servita di un ponte telefonico per non farsi individuare dai poliziotti. Calcaterra, proseguono la loro missione: riescono a localizzare Rosy, ma ancora una volta la mafiosa riesce a fuggire via, scappando su un autobus. Intanto Calcaterra e Lara proseguono le loro indagini per scoprire i nomi dei rapitori: i due scoprono che c'è in corso una grossa speculazione immobiliare, dove sono coinvolti anche i rapitori di Leonardino. Sulle tracce di Rosy, intanto vi sono anche i Ferro, i quali vogliono rapirla per portarle via il denaro che in passato ha sottratto alla famiglia Mezzanotte. Dante vuole uscire dal carcere e decide di uccidere un detenuto nella doccia, così da poter ottenere il trasferimento e attuare il suo piano di fuga. Veronica e Lara si incontrano a cena tra le due sorelle sembra essersi ristabilito un clima sereno e Veronica confessa a Lara di volersi candidare come governatore della Sicilia. Veronica tornata a casa trova un dono: uno scialle rosso fuoco regalo del suo amante Ruggero Spina; i due passano una focosa notte d'amore.
- Ascolti Italia: telespettatori 4.742.000 – share 18,28%[4]

## I soldi per il riscatto
- Diretto da: Beniamino Catena
- Scritto da:

### Trama
Dante Mezzanotte, boss della scorsa stagione, è riuscito ad evadere dal carcere grazie all'aiuto di pochi scagnozzi fedeli e si nasconde ora in un casolare nelle campagne vicino a Catania. Rosy, nel frattempo, è ancora latitante e, mentre cerca posti sicuri nei quali nascondersi, escogita piani per arrivare ad una banca svizzera dove ha lasciato i soldi che le servirebbero per pagare il riscatto per liberare il figlio Leonardo, rapito da Ruggero Spina, tentando di non farsi trovare dalla polizia. Il vecchio boss mafioso Oreste Ferro riceve la spiacevole visita del figlio Achille, che lo informa del fatto che lo ha calpestato e ha preso il suo posto come capo della commissione. Successivamente, lo imprigiona, facendo fare da guardia a due suoi scagnozzi per tutta la giornata. Questo fatto rende ancora peggiori le condizioni dell'Abate, visto che quest'ultima ha tradito la sua alleanza. Intanto l'Antimafia di Catania, unita a quella di Palermo, continua a brancolare nel buio, vista la costante presenza di qualche indizio sviatore. Un giorno Lara parla alla sorella Veronica della situazione delle indagini sull'architetto e sulla speculazione immobiliare, dietro cui c'è la stessa candidata a sindaco regionale, che non tarda ad avvisare l'amante Ruggero Spina, anche rapitore del figlio di Rosy. Quindi, Spina uccide il suo controllore di traffici illegali, intuendo che per il suo tramite la polizia potrebbe arrivare a lui. Nel contempo, Veronica riceve una spiacevole notizia: il partito non ha intenzione di appoggiarla nelle elezioni regionali. Quindi la donna, assetata di potere, decide di presentarsi da indipendente. La sua determinazione a diventare sindaco della Sicilia, infatti, è quello che la spinge a stare con Ruggero e a mentire alla sorella. L'Abate, sotto le vesti di una suora, riesce a comunicare verbalmente col giornalista Schiavone, rigorosamente pedinato dalla polizia. Rosy gli chiede aiuto per recuperare in modo pulito e veloce dalla banca svizzera, la cospicua somma di 100 milioni di euro da consegnare a Spina in cambio di Leonardino. Ma, prima che possa mettere in atto il piano per impossessarsi del denaro, la donna viene bruscamente fermata da Dante Mezzanotte che la cattura. I due, dopo varie minacce da parte di Dante, riescono a trovare un accordo per il quale Rosy non dovrebbe morire: lei gli restituirà tutti i soldi e lui l'aiuterà a riprendere il figlioletto, che Dante avrebbe sulla coscienza se uccidesse Rosy, il riscatto non fosse consegnato e il bambino morisse. Rosy propone questo patto conoscendo Dante e sapendo che è troppo buono per avere sulla coscienza la morte di una creatura innocente. Quindi Mezzanotte accetta. Intanto Nunzia decide di trasferirsi a Catania, dopo aver voltato pagina per la morte del fratello, e Sciuto non perde tempo a chiederle di trasferirsi a casa sua; Gaetano avrà opportunità di conoscere i genitori di Francesca, andati a trovarla in commissariato; Anna - che continua a frequentare Sandro - scopre di essere incinta di lui; Lara ha preso un'evidente cotta per Domenico che, però, è deciso a non voler cominciare un'altra relazione e l'allontana. Rosy riesce, grazie a Schiavone, a prelevare i soldi dalla Svizzera ma, una volta tornata, l'alleato l'aggredisce e, dopo averla imprigionata, tenta di scappare con la valigetta coi soldi. Il giornalista verrà, però, fermato dal tempestivo arrivo di Dante che libera Rosy. Quest'ultima sta per uccidere l'uomo, quando l'arrivo della polizia glielo impedisce. Mentre Schiavone viene arrestato, nasce una sparatoria, nella quale la polizia ha l'opportunità di scoprire dell'alleanza fra Dante e Rosy, la quale si mette in una posizione per la quale se sparassero a Dante, prenderebbero anche lei. Calcaterra ordina di non sparare, permettendo ai due latitanti di fuggire nuovamente, questa volta coi soldi per il riscatto. Arrivati ad un rifugio allestito dai seguaci di Mezzanotte, i due sfociano in un momento di passione, divenendo così più che alleati. Intanto, Achille si presenta dinanzi alla Commissione, dopo aver preso il posto di suo padre all'interno della cupola. Qui, rivela di avere una soluzione al problema riguardante Rosy Abate e i suoi soldi, e sa come arrivare ad entrambi: più tardi, si presenta a casa di Veronica, dove fredda il suo autista. Successivamente, entra nell'automobile, dove rivela alla donna letteralmente terrorizzata di sapere dei suoi loschi traffici e la minaccia di pagare con la vita. Quindi, Veronica gli promette 100 milioni di euro - stessa somma prelevata da Rosy per il riscatto - in cambio della sua salvezza. Confessa, così, di esserci lei dietro il rapimento del figlio dell'Abate.
- Ascolti Italia: telespettatori 4.700.000 – share 17,4%[5]

## Alleanze
- Diretto da: Beniamino Catena
- Scritto da:

### Trama
Veronica riesce a convincere Achille sul fatto che potrebbe procurargli 100 milioni di euro tramite l'amante Ruggero Spina, rapitore del figlio di Rosy nonché nuovo "cattivo", la quale dovrà consegnare la suddetta cifra di denaro per pagare il riscatto che potrebbe riportagli indietro Leonardo. Nel frattempo, Rosy e Dante, fra i quali è nata anche una forte passione, riescono a catturare un alleato di Spina, dal quale, tramite atroci torture e terrorizzanti minacce, riescono a estorcere il luogo in cui i rapitori nascondono Leonardino: un'ex colonia marina vicino all'aeroporto. Quindi, Rosy fredda crudelmente l'uomo, siccome ha contribuito a non dirle dove si trovava suo figlio e a nasconderlo. Successivamente, Dante getta della benzina e poi dà fuoco al suo corpo inerme, in modo da renderlo irriconoscibile all'identificazione che verrà poi fatta dalla polizia. Ora che sono venuti a conoscenza del covo dei rapitori, Rosy e Dante escogitano un piano: mentre la prima consegnerà i soldi per il riscatto a due alleati di Spina, Dante e Pino staranno appostati fuori dal nascondiglio senza farsi vedere. Successivamente, quando i due uomini vedranno arrivare i due uomini di Ruggero coi soldi e verranno raggiunti da Rosy, interverranno e si riprenderanno soldi e bambino. La Duomo, intanto, tramite una segnalazione capisce che il cadavere carbonizzato è legato all'Abate. Più tardi, la squadra riesce ad individuare l'automobile usata da lui e, dopo parecchio tempo di attesa, riesce ad identificare l'uomo: un educatore che ha lavorato anche in un riformatorio. Grazie a questa informazione, quindi, i poliziotti hanno la certezza che la vittima fosse legata a Ruggero e che Rosy e Dante hanno scoperto il luogo in cui è nascosto Leonardino. Più tardi, Sandro e Calcaterra scoprono dove si trova Rosy, la quale sta attendendo che uno dei rapitori venga a prelevare i soldi, per poi attuare il piano di cui la polizia non è al corrente. Nel frattempo, dopo aver rassicurato l'amante, Veronica telefona alla sorella Lara, fingendosi preoccupata per le sorti del suo autista, il quale non si vede da qualche giorno. In realtà, l'uomo è stato ucciso proprio davanti agli occhi della Colombo, poco prima che ella venisse ricattata da Achille Ferro. Nella telefonata, Veronica riesce a sentire un uomo avvertire Lara di aver scoperto dove si trova l'Abate. Quindi, la donna avvisa subito sia Ruggero sia Achille, che intanto continua a tenere imprigionato il padre Oreste, il quale ha anche tentato di farsi liberare da uno dei sorveglianti. Gli Stiddari decidono di ritirare il riscatto, dividendosi in due gruppi con lo scopo di depistare la Duomo, riuscendo nell'intento. Domenico, però, riesce a fermare uno di loro, fingendosi un loro compare e facendosi dire il luogo in cui è situato il loro covo. Nel frattempo, Rosy raggiunge Dante e Pino, appostati come deciso vicino al nascondiglio, dopo aver seminato la polizia. Non appena, però, vede l'adorato figlioletto raggomitolato in un lenzuolo, che sta per essere messo nel bagagliaio dell'auto di Ruggero, l'Abate non resiste agli impulsi e all'istinto, uscendo allo scoperto e aprendo il fuoco, dando vita ad una sparatoria. A questa vi si aggiungono anche Achille Ferro e i suoi uomini, con Veronica che però, sotto ordine dello stesso Achille, rimane in macchina. Il boss blocca l'auto di Ruggero, da cui si fa poi consegnare i soldi del riscatto e che uccide sotto gli occhi terrorizzati e mortificati di Veronica, la quale scende dall'auto e intima perdono all'amante, che furioso tenta però di strozzarla. Successivamente, una volta morto Ruggero, Veronica sente parlare Leo dal porta bagagli e, aprendolo, viene vista dal bambino, che la donna tentava di trarre in salvo. Interviene, quindi, un Achille infuriato, che sgrida Veronica per essere uscita dall'auto e che, poi, prende il bambino in braccio e, successivamente, si vede che Achille spara un colpo, ma non si intravede la vittima, lasciando presupporre che quest'ultima, forse, non è Leonardino. Intanto, la sparatoria continua, e l'esito porta alla morte di tutti gli uomini di Stiddari, all'uccisione di Pino e al ferimento di Dante. Quindi, Rosy si dirige più avanti, dove trova su un'altalena una grossa quantità di sangue, nel mezzo del quale vi è lo sceriffo regalato da Calcaterra a Leonardino ad inizio stagione. Sconvolta e disperata per la perdita del figlio, Rosy cade in un profondo stato di trance, abbandonando Dante e prendendo un'auto, per poi fermarsi su una spiaggia. Qui, si dirige presso il bar, sicura che il gestore lavori per Achille, cominciando poi in preda ad un attacco isterico e di follia a dar fuoco, utilizzando un intero caricatore. Nei pressi, però, vi erano anche Lara e Domenico. Quest'ultimo è l'unico che riesce a tranquillizzare e a trattenere l'Abate, che successivamente sviene e viene portata via da un'ambulanza sotto shock e nel panico. La Duomo raggiunge il luogo dove è avvenuta la sparatoria: qua non c'è traccia di Dante, ma non si riesce nemmeno a capire la sorte del piccolo Leonardo.
- Ascolti Italia: telespettatori 4.247.000 – share 17,4%[6]

## La morte di Leonardino Abate
- Diretto da: Beniamino Catena
- Scritto da:

### Trama
Dopo la morte di Leonardino per mano del boss Achille Ferro che chiede a Veronica di liberarsi del cadavere del bambino, Rosy viene presa dalla Duomo mentre tenta di vendicarsi, e finisce in un ospedale psichiatrico per via dello shock. Calcaterra, provato dal dolore, viene messo in discussione dai suoi superiori per aver mal gestito l'operazione. Intanto Calcaterra abbassa le sue difese e fa l'amore con Lara. Rosy sputa le medicine, stacca un pezzo di truciolato da un comodino in ospedale e si taglia le vene. Intanto Veronica Colombo continua la sua campagna elettorale forte della partnership con Achille Ferro. Dopo una chiamata da Nunzia, in cui comunica che il fratello Sebastiano Rosati aveva appuntato sul calendario di incontrarsi con la Colombo, Sciuto corre a casa di Nunzia ma trova il suo cadavere impiccato da Achille e apre il fuoco contro lui e il suo scagnozzo ma senza che nessuno venga colpito.
Le maglie della giustizia cominciano a stringersi attorno a Veronica Colombo che è in piena campagna elettorale. 
Schiavone viene licenziato dal giornale e va dalla Colombo per allearsi con lei. 
La Duomo, attraverso un'indagine sui telefonini sequestrati a uomini dei Ferro, riesce ad arrestare uno dei fedelissimi di Achille, Tonino Scarnazza. Messo sotto torchio, quest'ultimo decide di parlare e fa il nome di Veronica come nuovo complice del boss. 
Lara sobbalza e pensa che siano solo le fandonie di un uomo che tenta il tutto per tutto per evitare la galera. Calcaterra invece sembra disposto a credergli. Lara così parla con sua sorella e dopo parlano con Veronica anche Pulvirenti e Calcaterra. Le accuse sono circostanziate, ma Veronica ha un asso nella manica: il pentito aveva detto dov'era il cadavere del suo autista ma al posto del cadavere trovano la testa di un maiale. Lei così se ne va sicura ma Calcaterra continua ad avere dubbi su di lei. La Colombo incontra Achille e gli dice che ha capito che lui voleva metterla alla prova per vedere se parlava, poi Achille le dice che deve uccidere Scarnazza ma lei dice di non farlo per dimostrare alla polizia di essere "pura come la Vergine Maria". Dante va da Rosy e lei gli dice un nome: "Oreste Ferro, lui ti aiuterà". Un ragazzo di Achille va da sua madre e prende delle cose che la madre manda al figlio ma viene visto da Bellomo e Sciuto che chiamano rinforzi. Mentre scappa però inverte la rotta improvvisamente: in mezzo alla strada c'è Dante che puntandogli la pistola gli chiede dove si trova Oreste così lo libera e stringono alleanza. Intanto il Leoni a cena con la figlia e Palla riceve una chiamata da Veronica Colombo. 
- Ascolti Italia: telespettatori 4.760.000 – share 17,8%[7]

## Dante e Oreste
- Diretto da: Beniamino Catena
- Scritto da:

Dante e Oreste uccidono due uomini di Achille e appiccano il fuoco al silos. Achille viene avvertito e arrabbiato decide di organizzare un incontro con la commissione. Calcaterra capisce che nel silos c'era un deposito d'armi così intuisce che sta per partire una guerra. La commissione decide che uno di loro, don Luigi, parlerà con Oreste per non scatenare una guerra contro il figlio, ma Achille non dovrà muovere un dito contro il padre senza il consenso della commissione. 
Don Luigi va da Oreste e Dante con suo nipote Mimmo e un altro uomo per offrire il suo appoggio a Oreste. Anna nota che Pietrangeli sta regredendo e gli chiede di stare attento per il bene suo e del bambino che aspettano. Calcaterra incontra Lanza per trovare riscontro ai suoi dubbi sulla Colombo e Lanza gli dice di guardare i libri contabili del suo conto fiduciario per arrivare a chi ha gestito i fondi neri della sua ex allieva. Calcaterra consola la Leoni che ha scoperto che è il padre che ha sempre gestito i fondi neri della Colombo. Oreste e Dante hanno cominciato la guerra con la loro prima sparatoria, nella quale viene colpita anche la ex di Palla. Rosy è in uno stato di catatonia psicotica e non sembra volerne uscire. Calcaterra prova a parlarle ma lei non risponde. 
Intanto la Colombo va da Achille a dirgli che Leoni non vuole più lavorare per lei e Achille manda due suoi uomini a casa dei Leoni a prelevare il dottore. Francesca appostata segue la scena e comincia a seguire la macchina dov'è suo padre e vedendo che gli puntano una pistola, apre il fuoco e suo padre riesce a scappare. Achille è infuriato. Lara chiama sua sorella per farle delle domande dopo l'ennesimo scontro verbale con Calcaterra sui dubbi di quest'ultimo su Veronica ma lei ovviamente svia tutto. Lara e Calcaterra si riconciliano e fanno l'amore, mentre fanno l'amore Lara viene chiamata da Sciuto che le da notizie su un certo Rino Mangiameli che prepara le targhe per Achille Ferro e così viene messo sotto torchio da Lara e Calcaterra. Intanto Mimmo viene ucciso da Achille, e Oreste è pronto per un nuovo attacco contro il figlio per vendicare il nipote di Don Luigi. Lara si traveste per andare al night club, ma anche Cannella va in discoteca per vendicare Mimmo. Oreste e Dante appostati la fuori vedono i poliziotti e avvertono Cannella che esce dal locale lasciando la "bombola dell'ossigeno" dentro. In realtà è una bomba, Lara e Calcaterra lo scoprono e fanno sgombrare il locale,ma una ragazza rimane bloccata dentro e Calcaterra va a salvarla. La bomba esplode. 
- Ascolti Italia: telespettatori 4.965.000 – share 18,59%[8]

## La vendetta di Achille Ferro
- Diretto da: Beniamino Catena
- Scritto da:

### Trama
Domenico Calcaterra rimane ferito nell'esplosione del disco-bar, ma nonostante questo cerca di inseguire e arrestare Dante Mezzanotte e Oreste Ferro, che si danno alla fuga insieme all'esecutore dell'attentato. Ovviamente ad avere la peggio è il poliziotto, al quale non rimane poi che stare una settimana in ospedale. Intanto Francesca Leoni intende dare il suo contributo alle indagini sul padre, ancora latitante, e per questo insieme a Palladino e al magistrato, procede all'apertura di una cassetta di sicurezza dell'uomo, dove ci sono documenti scottanti che riguardano l'appalto di Baia d'Angelo. In tutto questo Veronica Colombo è molto preoccupata per il suo coinvolgimento nelle indagini, e chiede ad Achille di far sparire un ragioniere, amico del Leoni, che sa troppe cose sui loro affari. Ma anche la polizia è sulle tracce dell'uomo, grazie ai documenti trovati nella cassetta di sicurezza, e stavolta ad avere la meglio – dopo una sparatoria con i malviventi – sono proprio gli agenti, che arrestano il ragioniere. Francesca durante l'operazione riceve una telefonata di suo padre, che promette di costituirsi ma solo con lei. Per questo dovrà raggiungerlo a Roma, dove si nasconde. La ragazza decide di dar retta al padre e senza dire nulla ai colleghi parte alla volta della capitale, non accorgendosi che in aeroporto è stata vista da Veronica. Quest'ultima informa subito Achille, che le mette alle calcagna dei suoi uomini su Roma, ordinando loro di uccidere lei e suo padre. Nel mentre a Catania la guerra di mafia non si ferma e stavolta è Achille a colpire, facendo uccidere alcuni degli uomini di suo padre Oreste. Grazie all'intuito di Palladino, lui, Calcaterra e Sciuto si mettono sulle tracce di Francesca, che sembra sparita nel nulla. Dal ragioniere arrestato scoprono che Leoni ha una villa a Roma di cui la famiglia non è a conoscenza, e potrebbe nascondersi lì. I tre poliziotti, senza dire nulla a Lara partono alla volta di Roma. Francesca riesce a raggiungere suo padre, ma non si è accorta che tre uomini di Ferro l'hanno seguita. Quando se ne accorge è troppo tardi, e si trova sotto fuoco nemico, al quale deve rispondere. Per fortuna i suoi colleghi arrivano a darle una mano e la ragazza e suo padre si salvano. Domenico decide di mettere sotto torchio Leoni, che alla fine ammette di essere complice proprio della Colombo, spaventato dalle minacce di Calcaterra. Ora non resta che riportare l'uomo a Catania e farlo testimoniare davanti al magistrato. La notizia dell'arresto di Leoni arriva ad Achille, che informa Veronica. Per la donna potrebbe essere la fine, se non fosse che il mafioso ha un'idea: manda i suoi uomini a minacciare l'avvocato di Leoni. Dovrà andare in commissariato a portare un messaggio al suo assistito: se parla e accusa la Colombo, sua figlia pagherà con la vita. Lara intanto è furiosa con Domenico, non solo perché le ha nascosto la trasferta a Roma, ma anche perché continua a indagare su sua sorella senza che ci siano prove contro di lei. Quando durante l'interrogatorio Leoni ritratta tutto per Domenico è la fine: capisce che Veronica ha vinto ancora e se ne torna infuriato a casa. Oreste decide che è arrivato il momento di rimettere suo figlio al suo posto, senza spargimenti di altro sangue. Per questo si presenta davanti alla Commissione, per far capire agli altri boss che con Achille sono tutti in pericolo. E il suo piano sembra funzionare. Calcaterra a casa si ubriaca e – quando sente al telegiornale che quella sera ci sarà una cena di gala per la raccolta fondi della Colombo – decide di andarci per urlarle in faccia tutto il suo disprezzo. Alla festa c'è anche Lara, che non si accorge subito della presenza di Domenico, se non quando è troppo tardi: il vice questore sta già accusando Veronica di essere una mafiosa, promettendole di incastrarla quanto prima. Intanto, prima dello scontro con Calcaterra, la Colombo si è vista con un russo, che sembra essere invischiato nei suoi affari. A recuperare Domenico, per evitare che la sua posizione si aggravi, ci pensano Pietrangeli – messo sempre peggio con la sua schiena – e Sciuto. Solo loro riescono a riportare Calcaterra alla calma, e quando il vicequestore sta andando via vede e riconosce l'uomo russo, che riconosce essere un affiliato della mafia russa tenuto sotto controllo dall'INTERPOL, senza che si sia però mai trovato nulla a suo carico. Tornato in commissariato con i suoi uomini e Sciuto, Domenico capisce che è da lì che bisogna ripartire per incastrare Veronica: certamente c'è la mafia russa dietro la speculazione di Baia d'Angelo.
- Ascolti Italia: telespettatori 4.828.000 – share 18,29%[9]

## Mafia russa
- Diretto da: Beniamino Catena
- Scritto da

### Trama
Oreste e Dante attaccano uno dei "fortini" di Achille, uccidendo i suoi uomini e portandogli via tutti i soldi del traffico di droga e del pizzo. Solo un ragioniere riesce a scappare, aiutato da uno degli uomini di Oreste che vuole tradire il vecchio boss e passare dalla parte del figlio. Per questo manda attraverso il fuggitivo un messaggio ad Achille, offrendogli suo padre su un piatto d'argento. Intanto Achille ha problemi con alcuni esponenti della Commissione, stanchi della guerra di mafia tra padre e figlio e reagisce facendo uccidere dal suo braccio destro uno dei boss. Questo non è però il suo unico problema: deve infatti decidere se accettare l'offerta di Veronica di entrare in affari con la mafia russa, che promette denaro, uomini e mezzi per essere presente nell'affare di Baia d'Angelo. Tra Lara e Domenico c'è sempre grande tensione e il motivo è sempre lo stesso: Calcaterra non intende demordere e anzi è pronto a continuare le indagini nei confronti di Veronica, certo che ci sia lei dietro la speculazione di Baia d'Angelo insieme ai mafiosi. Il vicequestore, aiutato dai suoi uomini e da Sciuto, riesce a mettere delle cimici nella camera d'albergo del braccio destro di Afrikanietz, il potente boss russo in affari con la Colombo. In questo modo, tenendo sotto controllo le intercettazioni ambientali, spera di arrivare al covo dei russi e di trovarci anche Veronica con le mani nel sacco; e il suo piano sembra funzionare: il boss russo organizza infatti un incontro con Veronica e Achille in una villa a Taormina, dove la donna viene invitata dal giorno prima per discutere i termini dell'accordo senza il suo socio. Lara, prima che la sorella parta per Taormina, la incontra fuori casa, e la vede andare via con un mazzo di rose rosse che proprio Afrikanietz le ha mandato. Il "pianista", il braccio destro di Achille, con un gruppo di uomini raggiunge l'uomo di Oreste che vuole tradire il capo. Ma Dante, che sospettava la cosa, li aspetta preparato e con le armi in pugno. Ne segue uno scontro a fuoco dove ad avere la meglio è proprio Mezzanotte. Il "pianista" viene torturato e prima di essere ucciso confessa che Achille sta andando a Taormina a incontrare i russi. Oreste e Dante, quindi, si mettono per strada con l'idea di fare un'imboscata ad Achille. Quest'ultimo, mentre è in viaggio, viene intanto a sapere della morte dell'amico fraterno e dei suoi uomini. Calcaterra invece, per essere più libero di muoversi e andare ad arrestare Veronica al meeting con Ferro e i russi, decide di rendere inoffensiva per qualche ora Lara, ammanettandola alla sua auto in un posto sperduto. Le rivela però che sta portando avanti un'operazione per incastrare sua sorella. Domenico e i suoi sono quindi sulle tracce dei russi e di Achille, ma prima di loro arrivano Dante e Oreste, che fanno una strage. Solo Achille non viene ucciso, ma immobilizzato e portato via. Lara nel frattempo si è liberata e ha raggiunto Calcaterra, minacciando seri provvedimenti. Ma prima si decide di andare nella villa di Taormina per vedere se si troveranno Afrikanietz e Veronica. I due ovviamente, saputo della sparatoria, sono già fuggiti. E per Domenico è l'ennesima sconfitta perché si ritrova con un pugno di mosche in mano e viene sospeso dal questore. Ma prima di lasciare la villa Lara nota nel giardino il mazzo di rose che sua sorella aveva in mano la sera prima, fuori da casa sua. La poliziotta non dice però niente a nessuno. Dante e Oreste portano Achille nella casa di un complice, dove decidono di torturarlo per fargli rivelare dove si trova il corpo di Leonardino. L'uomo non parla, si limita a insultare il padre, che chiede comunque a Mezzanotte di non ucciderlo. Dante mantiene la promessa solo fino a quando Achille non cerca di uccidere suo padre strangolandolo. A quel punto Mezzanotte gli spara. Rosy è così vendicata, e Dante fa in modo che il corpo del mafioso venga lasciato a due passi dalla clinica psichiatrica dove la donna è ricoverata. Lara ha un confronto con Sciuto, durante il quale quest'ultimo dice di essere certo della colpevolezza di Veronica. A quel punto tutto sembra tornare nella testa della poliziotta. Siamo ormai arrivati alla resa dei conti.
- Ascolti Italia: telespettatori 4.987.000 – share 18,55%[10]

## La resa dei conti
- Diretto da: Beniamino Catena
- Scritto da:

### Trama
Calcaterra è stato sospeso ma non intende lasciar perdere le indagini nei confronti di Veronica Colombo e le sta col fiato sul collo. Lei, intanto, non vuole rinunciare ai suoi sogni di potere, e per questo mantiene i contatti con Afrikanietz, che incarica i suoi uomini di trovare Oreste Ferro e di riprendere i suoi soldi. Quest'ultimo sta cercando di superare la morte del figlio, e al tempo stesso vuole portare avanti il suo piano di vendetta contro la Colombo e la Commissione, insieme a Dante Mezzanotte. Ma per riuscirci è certo che bisogna fare un passo avanti nei rapporti con gli altri boss, e per questo convince Dante ad accettare un incontro pacificatore con la Commissione.Domenico torna all'hotel dove alloggiava il braccio destro di Afrikanietz, alla ricerca del telefono satellitare dell'uomo, per capire se possa esserci qualcosa che lo colleghi alla Colombo. Ma anche gli uomini del boss russo sono diretti là, e per un pelo Calcaterra riesce a salvare la pelle. Gli uomini di Afrikanez portano via un palmare, e con l'aiuto di Sciuto, Domenico capisce che con quello i russi vogliono rintracciare la valigia dei soldi portata via da Mezzanotte e Ferro, che contiene una microspia. Lara intanto comincia ad avere sempre più sospetti su sua sorella, che cerca imperterrita di portare avanti la sua campagna elettorale. Nel mentre, Domenico coi suoi uomini seguono anche loro come i russi la microspia nella valigetta dei soldi, che Dante e Oreste hanno portato alla riunione con la Commissione. Ad arrivare per primi sono i russi, seguiti subito dopo dai poliziotti, e ne segue un terribile scontro a fuoco anche coi mafiosi. È una strage senza fine, dove gli unici sopravvissuti sono i poliziotti, e Dante Mezzanotte che anche se gravemente ferito riesce a fuggire con una delle macchine dei russi. Lara e Sciuto coi rinforzi arrivano ormai a cose già fatte, e la donna bacia Domenico, felice che sia sano e salvo. Intanto capisce che si è probabilmente sbagliata su sua sorella: Calcaterra ha ragione. Rosy vede Veronica in tv, durante un comizio, e riconosce il foulard come quello della misteriosa donna che era presente sul luogo in cui è stato ucciso Leonardino. Intanto Dante, benché ferito, con le armi dei russi riesce a farsi strada nell'ospedale psichiatrico e a portare via la Abate, fuggendo su una ambulanza. Mezzanotte muore poco dopo, e Rosy si ritrova sola, ma con un obiettivo: trovare Veronica e così anche il corpo di suo figlio. La donna, affranta, rimane accanto a Dante per qualche minuto, ma poi fa saltare in aria l'ambulanza con dentro il cadavere di Dante, e in questo modo la polizia perderà del tempo anche per capire se è morta pure lei nell'esplosione. La Abate raggiunge il giornalista Schiavone e sotto la minaccia di una pistola lo obbliga a portarla a casa di Veronica, per poi ucciderlo subito dopo. Veronica è spaventata dalla pazzia di Rosy, ma ha salva la vita solo perché rivela di sapere dove è sepolto Leonardino e promette di portarci Rosy. Domenico e Lara sono diretti a casa di Veronica, dopo che è arrivato un mandato contro di lei. E contemporaneamente arriva anche la notizia che la Abate non è morta sull'ambulanza. I due poliziotti capiscono che la mafiosa è diretta proprio a casa di Veronica. Quando arrivano lì, però, le due donne non ci sono già più, perché sono dirette al luogo di sepoltura del bambino. Le prime ad arrivare sul posto, sul vulcano, sono Veronica e Rosy, mentre Domenico e Lara le seguono a breve distanza, dopo aver fatto tracciare il telefono della politica. Il cadavere del bambino è davvero sepolto lì, e mentre Domenico consola Rosy, in preda alle allucinazioni sul figlio e alla disperazione, Lara ammanetta sua sorella, ormai chiaramente colpevole di tutto ciò di cui Calcaterra l'accusava. Leonardino può finalmente avere degna sepoltura, mentre Rosy è finalmente serena, visto che suo figlio ha ottenuto vendetta. Il padre di Francesca, ormai tranquillizzato sulla sorte della figlia, diventa il primo accusatore della Colombo. E ritrova un rapporto con Francesca. Pietrangeli fa visita con Anna a un medico che gli conferma ciò che sospettava: la situazione della sua schiena si è aggravata, e per questo non potrà più essere operativo. Domenico, ora che il suo lavoro a Catania è finito, potrebbe ripartire, ma Sciuto lo blocca con una comunicazione importante: è arrivata una segnalazione di Afrikanietz dal Montenegro, e sono visionabili le immagini di sorveglianza di un piccolo aeroporto del luogo. Calcaterra resta senza fiato: l'uomo che accoglie il russo è una sua e nostra vecchia conoscenza: Filippo De Silva.
- Ascolti Italia: telespettatori 5.569.000 – share 20,69%[11]